# Calandrite bergeronnette
Stigmatura budytoides
Espèce
Répartition géographique
Statut de conservation UICN

 LC  : Préoccupation mineure
Le Calandrite bergeronnette (Stigmatura budytoides) est une espèce de passereaux de la famille des Tyrannidae,.

## Répartition et sous-espèces

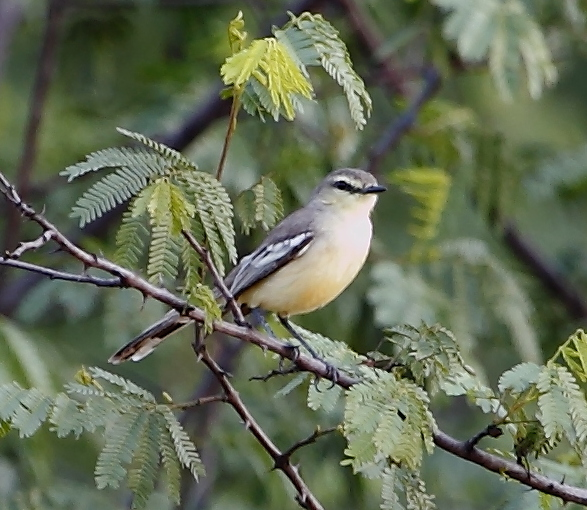
La sous-espèce S. b. gracilis.

Selon la classification de référence du Congrès ornithologique international (15.1, 2025) il se répartit en quatre sous-espèces :
- S. b. budytoides (d'Orbigny & Frédéric de Lafresnaye, 1837) — Bolivie ;
- S. b. inzonata Wetmore & Peters, JL, 1923 — du sud-est de la Bolivie à l'ouest du Paraguay et au nord de l'Argentine ;
- S. b. flavocinerea (Burmeister, 1861) — centre de l'Argentine ;
- S. b. gracilis Zimmer, JT, 1955 — caatinga.

Certaines bases de données, comme Avibase et Tree of Life, considèrent Stigmatura budytoides gracilis comme une espèce à part entière, sous le nom de Calandrite du Pernambouc (Stigmatura gracilis), en raison de leur éloignement géographique et des différences entre leurs biomes respectifs,.